# Peña
Peña is een gemeente in de Venezolaanse staat Yaracuy. De gemeente telt 105.000 inwoners. De hoofdplaats is Yaritagua.